# Colombia i olympiska sommarspelen 1956
Colombia deltog med 26 deltagare vid de olympiska sommarspelen 1956 i Melbourne. Ingen av landets deltagare erövrade någon medalj.